# 진호경
진호경(1984년 ~)은 전 KBO 퓨처스리그의 투수다. 연세대학교 스포츠레저학과를 졸업했으며, 2005년 경찰 야구단의 창단 멤버로 합류했다.